# クラクスヴィーク

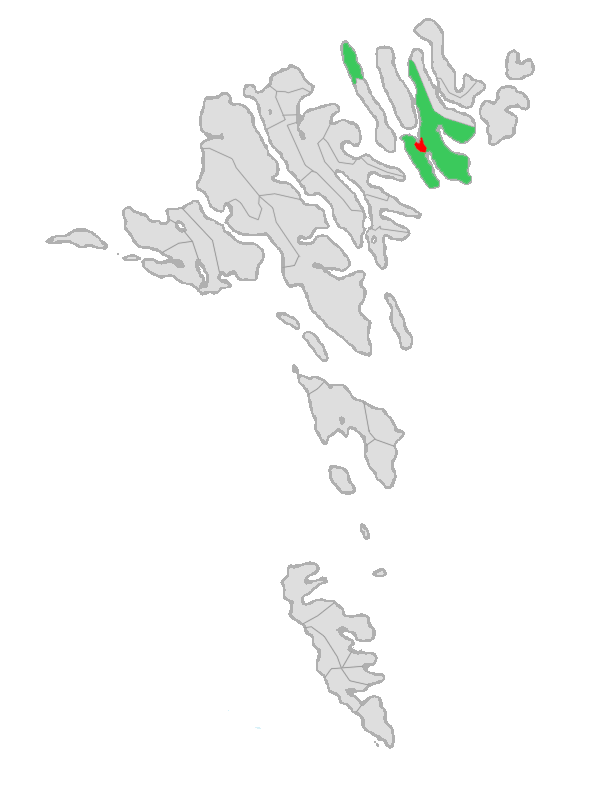
クラクスヴィークの位置

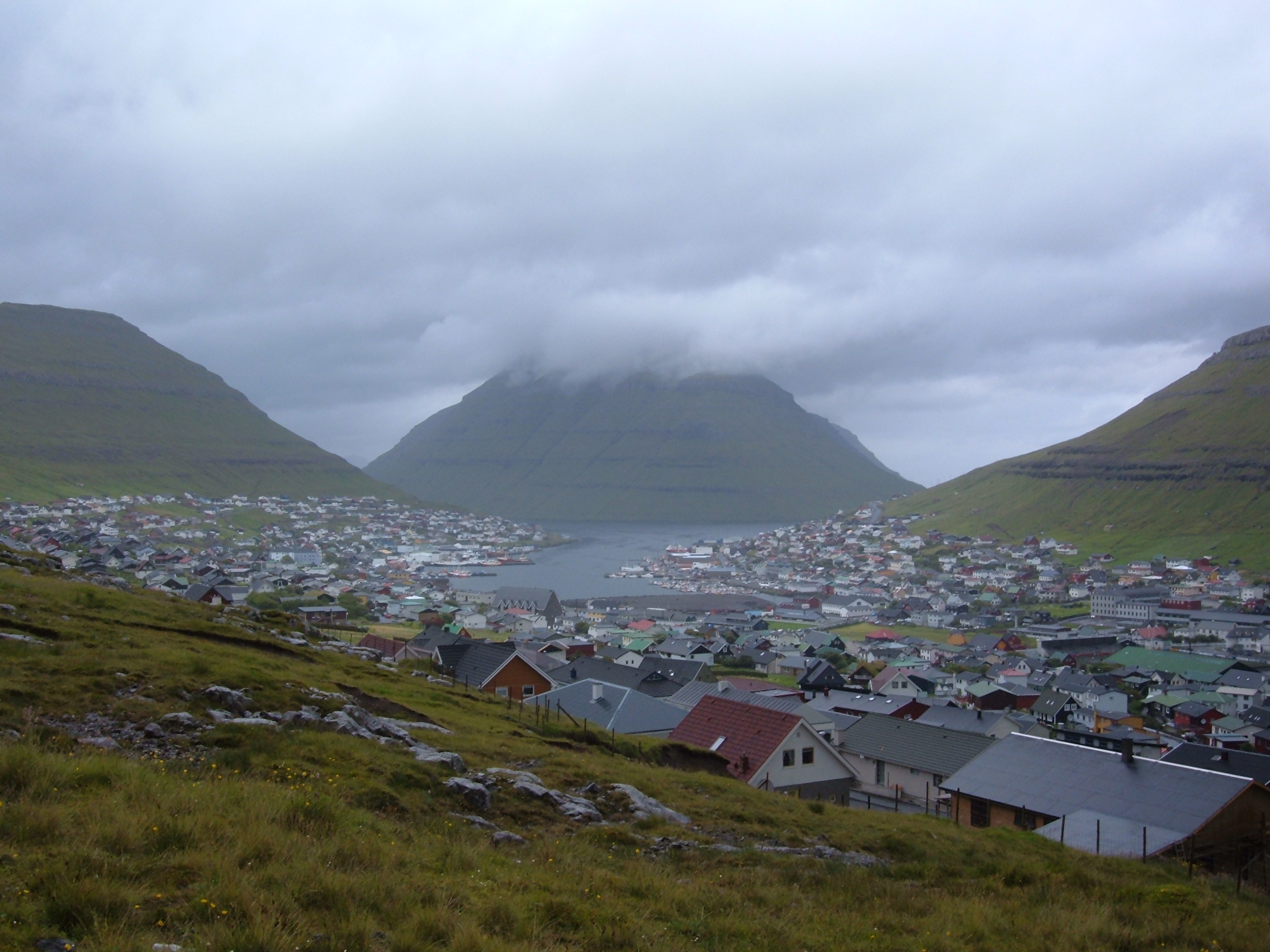
クラクスヴィークの眺め。後方はクノイ島

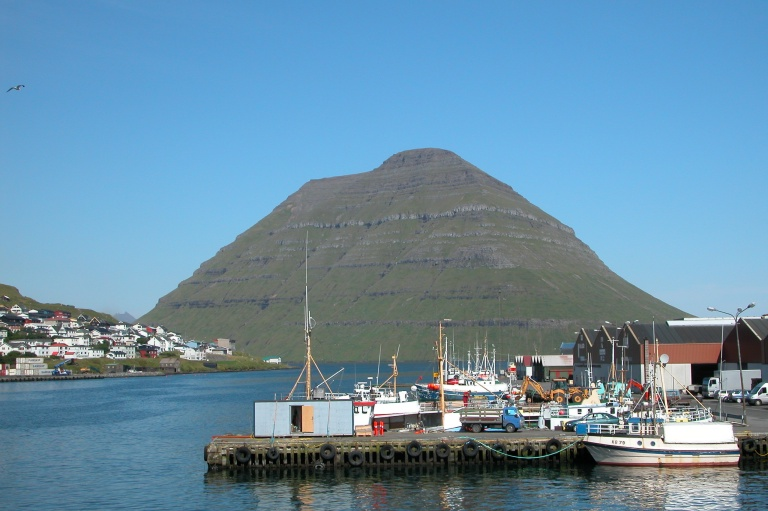
クノイ島から眺めたクラクスヴィーク港

クラクスヴィーク （Klaksvík）は、デンマークのフェロー諸島第2の町。ボルウォイ島にある。人口は4,645人。フェロー語での発音は「クラクスヴイク」。
クラクスヴィークは2つの入り江の間に位置する。漁業が盛んであり、現代の漁船が出入りする重要港である。もともと4つの農場があった場所にクラクスヴィークがある。当時は4つの村に分かれていたが、最終的にクラクスヴィークとして統合された。町の発展の引き金となったのは、フェロー諸島北部の商店が集中したためであった。   
エストゥロイ島にあるレイルヴィークへと向かう海中トンネルNorðoyatunnilinが2006年4月に開通した。
2018年1月19日、和歌山県太地町と伝統的な捕鯨文化があるという共通点で、姉妹都市提携を結んだ。

## 姉妹都市
- ウィック、スコットランド
- シシミウト、グリーンランド
- コーパヴォグル、アイスランド
- トロンヘイム、ノルウェー
- ノーショーピング、スウェーデン
- タンペレ、フィンランド
- グレナー、デンマーク
- オーデンセ、デンマーク
- 太地町、日本

## 参照
1. ↑  “捕鯨の町が国境越え提携　太地町とフェロー諸島の町”. 紀伊民報 (agara.co.jp). (2018年1月24日).  オリジナルの2018年9月13日時点におけるアーカイブ。 2018年9月13日閲覧。

- The Tourist Information Centre